# Русский гидробиологический журнал
«Ру́сский гидробиологи́ческий журна́л» — научный журнал, официальный печатный орган «Общества исследователей воды и её жизни», выходивший в 1921—1929 годах. Издавался Волжской биологической станцией в Саратове. Всего вышло 8 томов по 12 номеров, после чего журнал был закрыт. Во время выхода журнал, в котором публиковались видные советские учёные-биологи, стал одним из авторитетнейших гидробиологических журналов в мире. В XXI веке Гидробиологическим обществом при РАН предпринималась попытка возобновить выпуск журнала, однако в силу различных причин она окончилась неудачей.

## История журнала
В 1920-х годах в СССР активно развивалось изучение гидробиологии, появилось несколько новых биостанций на различных водоёмах страны. Начались исследования, связанные с будущим строительством водохранилищ. Возникла необходимость в создании объединённого научного сообщества по гидробиологии. В 1921 году в Москве по инициативе профессора С. А. Зернова было создано «Общество исследователей воды и её жизни», объединившее большинство гидробиологов, ихтиологов и других специалистов по биологии водоёмов. Фактически общество было тогда Всероссийским гидробиологическим обществом. Официальным печатным органом общества стал «Русский гидробиологический журнал», издававшийся Волжской биологической станцией в Саратове.
Идея создания такого журнала принадлежит директору Волжской биологической станции А. Л. Бенингу. По воспоминаниям сотрудника биостанции М. М. Левашова, летом 1921 года в ходе экспедиции в один из рукавов дельты Волги на баркасе «Рыбовод Врасский» Бенинг рассказывал о планах создания подобного журнала и был уверен, что уже к концу года выйдет первый его номер.
А. Л. Бенингу пришлось проделать большую работу по привлечению авторов, изысканию средств на издание, сбору информации и подготовке журнала к выходу, в результате первый номер журнала увидел свет 7 декабря 1921 года. Он открывался статьёй С. А. Зернова с историческим обзором российской гидробиологии. Также в этом номере Бенинг поместил обзор гидробиологических учреждений бассейна Волги, в котором писал:
«В течение шести лет мы были почти совершенно отрезаны от заграницы и постепенно лишились возможности более или менее правильно передвигаться по территории Российской Республики… немало за это время сделано в смысле изучения природы центральной части, и опять мы убедились, как ещё плохо изучен наш край. Теперь, когда налаживается опять правильное почтовое и др. сообщение, можно и должно ориентироваться в работе тех лиц и учреждений, ближайших им водоёмов и путём всё чаще осуществляемых сейчас съездов начать координированные работы, пользуясь для этого притоком свежих сил и услугами вновь возникших учреждений».
«Русский гидробиологический журнал» выходил при Волжской биологической станции в 1921—1929 годах. Арвид Бенинг все эти годы оставался его бессменным редактором, большая часть статей писалась по его инициативе или по его совету. Всю переписку с авторами Бенинг вёл лично лишь с небольшим числом помощников.
Журнал стал первым научным периодическим изданием по гидробиологии, претендовавшим и на международное значение, чему немало способствовали такие авторы, как В. Н. Беклемишев, Л. С. Берг, Б. Е. Быховский, В. А. Водяницкий, А. Н. Державин, К. М. Дерюгин, В. И. Жадин, Л. А. Зенкевич, К. М. Книпович, М. М. Кожов, Г. В. Никольский, Е. Н. Павловский, К. И. Скрябин, а также сопровождение статей подробными рефератами на немецком, французском или английском языках, что сделало его известным и за рубежом.
Журнал оказал заметное влияние на развитие науки о жизни в воде. На его страницах формировалась и развивалась наука, основу которой заложили многочисленные фаунистические работы, а также комплексные исследования конца XIX — начала XX веков. Издание освещало различные вопросы и проблемы гидробиологии, многие из которых ставились перед учёными впервые. В журнале были детально описаны этапы развития российской гидробиологии, публиковалась русская гидробиологическая библиография. «Русский гидробиологический журнал» стал одним из авторитетнейших гидробиологических журналов своего времени.
Журнал издавался 9 лет. В конце 1920-х независимое «Общество исследователей воды и её жизни» стало вызывать недоверие у советской власти. Несмотря на смену в конце 1929 года названия на «Гидробиологический журнал СССР», под которым очередной номер вышел уже в 1930 году, журнал был закрыт, а его редактор А. Л. Бенинг вскоре репрессирован. Всего вышло 8 томов по 12 номеров, объединённых в сдвоенные выпуски. В 1931 году и само Общество любителей воды потеряло независимость, войдя в состав Московского общества испытателей природы.

## Гидробиологический журнал
В 1947 году было создано Всесоюзное гидробиологическое общество (ВГБО). После его первого съезда в 1965 году на базе Института гидробиологии в Киеве с 1966 года стал выходить «Гидробиологический журнал». После распада СССР журнал оказался на Украине, а Гидробиологическое общество при Российской академии наук (ГБО РАН), созданное в 1993 году, оказалось без собственного специализированного журнала.

## Воссоздание журнала
В 1996 году вышел специальный выпуск «Русского гидробиологического журнала», посвящённый 75-летию собственного основания, однако по финансовым причинам регулярный выпуск журнала наладить не удалось. Ещё один, пробный номер журнала вышел к VIII съезду Гидробиологического общества при РАН в Калининграде в 2001 году. В сентябре 2006 года в Тольятти на IX съезде Гидробиологического общества было принято решение о необходимости восстановления издания «Русского гидробиологического журнала».
Журнал планировалось издавать под эгидой Зоологического института РАН. Был набран материал на первый номер журнала, однако в связи с проводимой реформой РАН его выпуск был отложен на неопределённый срок. По заявлению академика А. Ф. Алимова, в современных условиях в погоне за «наукометрическими» показателями (импакт-факторами журналов, их индексами цитирования и т. п.) вновь создаваемый журнал просто не выдержал бы конкуренции. Несмотря на полуторагодовую подготовку к выходу и широкую рекламу воссоздаваемого журнала, редакция получила материалов лишь на один номер. Новых статей не поступало, так как авторы стремились в первую очередь публиковать свои исследования в международных профессиональных, цитируемых изданиях, при том, что при регистрации нового научного журнала необходимо выпускать минимум 4 номера в год.